# Carinavalva glauca
Carinavalva glauca är en korsblommig växtart som beskrevs av Ernest Horace Ising. Carinavalva glauca ingår i släktet Carinavalva och familjen korsblommiga växter. Inga underarter finns listade i Catalogue of Life.